# 小行星11672
小行星11672（11672 Cuney）是一颗绕太阳运转的小行星，为主小行星带小行星。该小行星于1998年1月24日发现。

## 轨道参数
小行星11672的轨道半长轴为2.3303897 UA，离心率为0.190。